# Borough of Broxbourne
Borough of Broxbourne är ett distrikt (motsvarande kommun) strax norr om London i grevskapet Hertfordshire i England, Storbritannien. Distriktet har 99 103 invånare (2022). 
Större orter är Cheshunt, Hoddesdon och Waltham Cross. Distriktet saknar civil parishes.